# FDP-Bundesparteitag 1962
Koordinaten: 51° 14′ 11,5″ N, 6° 46′ 34,3″ O
Den Bundesparteitag der FDP 1962 hielt die FDP vom 23. bis 25. Mai 1962 in Düsseldorf ab. Es handelte sich um den 13. ordentlichen Bundesparteitag der FDP in der Bundesrepublik Deutschland.

## Verlauf
Auf diesem Parteitag wurde Erich Mende als Bundesvorsitzender bestätigt. Im Mittelpunkt standen eine Zwischenbilanz nach einem Jahr der Koalition mit der CDU sowie die Deutschlandpolitik nach dem Bau der Berliner Mauer.

## Bundesvorstand

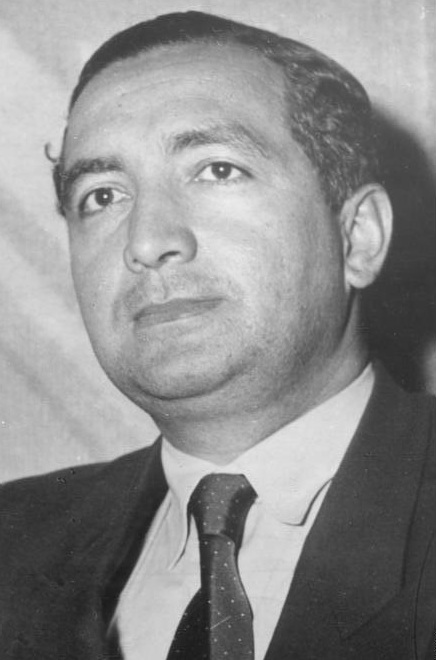
Erich Mende (1961)

Dem Bundesvorstand gehörten nach der Neuwahl 1962 an:
| Vorsitzender                 | Erich Mende |
| Stellvertretende Vorsitzende | Hans Lenz, Bernhard Leverenz, Wolfgang Döring |
| Schatzmeister                | Hans Wolfgang Rubin |
| Beisitzer                    | Ernst Achenbach, Karl Atzenroth, Ewald Bucher, Thomas Dehler, Wolfram Dörinkel, Josef Effertz, Otto Eisenmann, Walter Erbe, Hans-Günter Hoppe, Herta Ilk, Eduard Leuze, Peter-Heinz Müller-Link, Fritz Wedel |
| Vertreter der Landesverbände | Wolfgang Haußmann (Baden-Württemberg), Albrecht Haas (Bayern), William Borm (Berlin), Georg Borttscheller (Bremen), Edgar Engelhard (Hamburg), Heinrich Kohl (Hessen), Carlo Graaff (Niedersachsen), Willi Weyer (Nordrhein-Westfalen), Fritz Glahn (Rheinland-Pfalz), Paul Simonis (Saarland), Gerd Iversen (Schleswig-Holstein) |
| Mitglieder per Amt           | Knut von Kühlmann-Stumm, Wolfgang Stammberger, Heinz Starke, Wolfgang Mischnick, Walter Scheel |
| Ehrenpräsidenten             | Marie-Elisabeth Lüders, Reinhold Maier |